# Линија U4 (Бечки метро)
Линија U4 је линија бечког метроа. Отворена је 1976. и тренутно има 20 станица са укупном дужином од 16,5. 

## Историја
Део трасе коју је користи линија U4 већ је припадао приградској железничкој линији, којом су управљале парне локомотиве, а која је отворена између 1898. и 1901. као крајњи резултат низа пројеката који су се развијали током времена.
Почетком 20. века, тема изградње подземних транспортних линија добила је на замаху и осмишљени су неки пројекти, који нису реализовани због избијања Првог светског рата, економске кризе која је уследила и коначно догађаја који су довели до Другог светског рата. Након рата, тема подземља се вратила у први план и постала елемент изборне дебате између две главне странке, Аустријске народне странке, која је била за пројекат, и Социјалдемократске партије Аустрије, која је била против њега. Ситуација је деблокирана крајем 1960-их, када су почели радови на изградњи подземне мреже.
За линију U4 то је значило модернизацију инфраструктуре, чији су радови трајали од 8. маја 1976. до 20. децембра 1981. Прва деоница отворена је 8. маја 1976.

## Станице
Линија U4 тренутно опслужује следеће станице: 
- Hütteldorf (transfer to:    -  P+R  park & ride facility)
- Ober St. Veit
- Unter St. Veit
- Braunschweiggasse
- Hietzing
- Schönbrunn
- Meidling Hauptstraße
- Längenfeldgasse (transfer to: )
- Margaretengürtel
- Pilgramgasse
- Kettenbrückengasse
- Karlsplatz (transfer to:   )
- Stadtpark
- Landstraße (transfer to:      )
- Schwedenplatz (transfer to: )
- Schottenring (transfer to: )
- Roßauer Lände
- Friedensbrücke
- Spittelau (transfer to:   -  P+R  park & ride facility)
- Heiligenstadt (transfer to:  )

## Спољни линкови
- Медији везани за чланак Линија U4 на Викимедијиној остави